# Antje Marta Schäffer
Antje Marta Schäffer (* 5. Juni 1980 in Waiblingen, Baden-Württemberg) ist eine deutsche Sopranistin und Schauspielerin.

## Leben
Nach einem Sprachstudium an der Universität Stuttgart absolvierte sie ein Schauspielstudium an der Anton Bruckner Universität in Linz, welches sie 2004 mit dem Bachelor of Arts erfolgreich abschloss. Ihre Ausbildung zur Sopranistin begleiteten zahlreiche Kurse im In- und Ausland, sowie Ausbildungen bei erfolgreichen Sopranisten, u. a. bei Julie Kaufmann und Edith Wiens. 2006 machte sie ihr Diplom mit Auszeichnung als Opernsängerin. Sie arbeitet als freiberufliche Sopranistin,  Schauspielerin und Sprecherin an Theatern, bei Festivals und beim Film in Deutschland, Österreich und Großbritannien. So sang sie beispielsweise die Pamina in Mozarts "Zauberflöte", gastierte am Landestheater Linz, am Schlosstheater Rheinsberg und interpretierte beim London Ear Festival Kompositionen von Lothar Voigtländer, Helmut Zapf und Mauricio Kagel. Mit Eigenproduktionen wie "Die Abgesandten",  "Die Wahrheit vertragen sie nicht" und "Von Oper bis Chanson" trat sie u. a. beim Sommerfest des Bundespräsidenten in Berlin auf.

## Filmografie (Auswahl)
- 2001: Be.Angeled
- 2008: Masken
- 2009: Rapunzel (TV)